# Domenico Lalli
Benedetto Domenico Lalli, il cui vero nome era Nicolò Sebastiano Biancardi (Napoli, 27 marzo 1679 – Venezia, 9 ottobre 1741), è stato un librettista italiano.

## Biografia
Nel 1706 dovette fuggire dalla nativa Napoli dopo esser stato accusato d'aver rubato del denaro alla tesoreria della Confraternita dell'Annunziata, della quale faceva parte. Quindi decise di recarsi a Roma, dove conobbe e studiò con il compositore Emanuele d'Astorga, con il quale viaggiò per alcuni anni attraverso l'Italia. Nel 1709, dopo aver cambiato nome in Benedetto Domenico Lalli, si stabilì a Venezia. Ivi dal 1710 al 1718 scrisse libretti per il Teatro San Cassiano, i quali vennero musicati dai più noti compositori veneziani. Nel 1719 diventò impresario del Teatro San Samuele e del Teatro San Giovanni Grisostomo. Nei primi anni '20 fu operativo al servizio del conte Franz Anton von Harrach, arcivescovo di Salisburgo, e dal 1727 al 1740 lavorò come poeta di corte presso l'imperatore Carlo VII a Vienna. Durante questo periodo egli poté fare la conoscenza con i grandi librettisti Pietro Metastasio e Carlo Goldoni, il quale celebrò spesso Lalli come un poeta geniale.

## Stile
Con l'eccezione di Elisa (scritta nel 1711), la prima opera buffa che ebbe successo a Venezia, i suoi lavori sono conformi al contemporaneo stile dell'opera seria.

## Libretti (selezione)

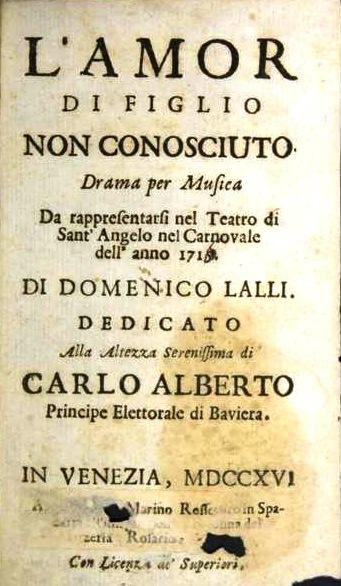
Frontespizio del libretto dell'opera "L'amor di figlio non conosciuto"

- L'amor tirannico (musicato da Francesco Gasparini, 1710; musicato da Giuseppe Maria Orlandini, 1713; musicato di Georg Friedrich Händel come Radamisto, 1720)
- Ottone in villa (musicato da Antonio Vivaldi, 1713)
- Il Tigrane (musicato da Alessandro Scarlatti, 1715; musicato da Tomaso Albinoni come L'amor di figlio non conosciuto, 1716)
- Arsilda, regina di Ponto (musicato da Antonio Vivaldi, 1716)
- Il Lamano (musicato da Michelangelo Gasparini, Venezia, Teatro di San Giovanni Crisostomo, Carnevale 1719)
- Il Cambise (musicato da Alessandro Scarlatti, 1719)
- Gli eccessi dell'infedeltà (musicato da Antonio Caldara, 1720)
- Gli eccessi della gelosia (musicato da Tomaso Albinoni, 1722)
- Damiro e Pitlia (musicato da Nicola Porpora, 1724)

## Poesia (selezione)

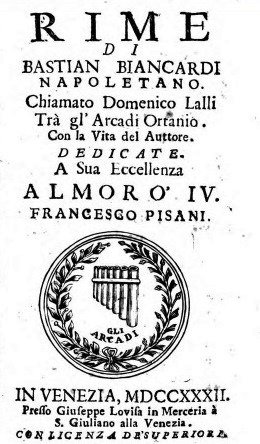
Frontespizio dell'opera poetica "Rime"

- Rime dedicate a sua eccellenza ALMORO IV. Francesco Pisani, 1732; stampato a Venezia presso Giuseppe Lovisa; in 2 volumi